# Горшкова, Кристина Валерьевна
Кристи́на Валерьевна Горшко́ва (род. 18 февраля 1989 года в Москве) — российская фигуристка, выступавшая в танцах на льду в паре с Виталием Бутиковым. Они победители зимней Универсиады 2011 года, бронзовые призёры чемпионата России 2009 года. Мастер спорта России международного класса.

## Карьера

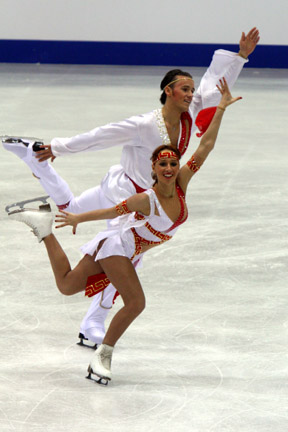
На чемпионате мира среди юниоров 2008 года.

Вместе с Виталием Бутиковым Кристина выступала с 1999 года. Их первый тренер — Беляева А. Ю. Второй тренер Татьяна Кузьмина, погибла в автомобильной катастрофе в июле 2007 года. Пара занималась в школе фигурного катания Елены Чайковской.
В сезоне 2007/2008 годов пара выиграла этап юниорского Гран-при в Хорватии, стала второй на этапе в Германии и в финале они стали третьими. Позже, они выиграли чемпионат России среди юниоров и на чемпионате мира среди юниоров стали третьими.
В сезоне 2008/2009 годов пара Горшкова/Бутиков начали выступать на «взрослом» уровне. Они участвовали в серии Гран-при на двух этапах Skate Canada и NHK Trophy, где стали четвёртыми и пятыми, соответственно. На своём первом «взрослом» чемпионате России завоевали бронзовые медали. Однако, несмотря на бронзу, на чемпионат Европы 2009 года пара не отобралась, из-за неучастия в национальном первенстве лидеров сборной Оксаны Домниной и Максима Шабалина, которым место на международных турнирах предоставлено Федерацией фигурного катания автоматически. В феврале 2009 года отправились на XXIV зимнюю Универсиаду, где стали четвёртыми, совсем не много, только 0.26 балла, проиграв завоевавшим бронзу украинцам Алле Бекназаровой и Владимиру Зуеву.
В 2011 году заняли первое место на XXV зимней Универсиаде в городе Эрзурум в Турции.

## Спортивные достижения
(с В. Бутиковым)
| Соревнования                         | 2006—2007 | 2007—2008 | 2008—2009 | 2009—2010 | 2010—2011 | 2011—2012 | 2012—2013 |
| ------------------------------------ | --------- | --------- | --------- | --------- | --------- | --------- | --------- |
| Чемпионаты мира среди юниоров        | 4         | 3         |           |           |           |           |           |
| Чемпионаты России                    |           |           | 3         | 6         | 5         | 7         |           |
| Чемпионат России среди юниоров       | 3         | 1         |           |           |           |           |           |
| Этапы Гран-при: Cup of Russia        |           |           |           |           | 4         |           |           |
| Этапы Гран-при: Skate America        |           |           |           | 7         |           |           |           |
| Этапы Гран-При: Trophee Eric Bompard |           |           |           | 7         |           | 7         |           |
| Этапы Гран-при: NHK Trophy           |           |           | 5         |           |           |           |           |
| Этапы Гран-при: Skate Canada         |           |           | 4         |           | 6         |           |           |
| NRW Trophy                           |           |           |           |           |           |           | 4         |
| Турниры «Finlandia Trophy»           |           |           | 3         |           | 3         | 5         |           |
| Золотой конёк Загреба                |           |           | 2         |           | 2         |           | 6         |
| Mont Blanc Trophy                    |           |           |           | 2         |           |           |           |
| Зимние Универсиады                   |           |           | 4         |           | 1         |           |           |
| Финалы юниорской серии Гран-при      | 4         | 3         |           |           |           |           |           |